# Odonaspis benardi
Odonaspis benardi är en insektsart som beskrevs av Alfred Serge Balachowsky 1957. Odonaspis benardi ingår i släktet Odonaspis och familjen pansarsköldlöss. Inga underarter finns listade i Catalogue of Life.